# Scott Silver
Scott Silver (Worcester, 30 november 1964) is een Amerikaans scenarioschrijver, filmregisseur en producent.

## Carrière
Scott Silver studeerde journalistiek aan de Universiteit van Boston. Hij studeerde in 1986 af en sloot zich nadien aan bij de American Film Institute (AFI), waar hij een studiegenoot werd van onder meer Darren Aronofsky en in 1992 afstudeerde.
Midden jaren 1990 maakte hij met Johns (1996) zijn debuut als scenarist en regisseur. De film over enkele mannelijke prostituees uit Los Angeles leverde hem op het internationaal filmfestival van San Sebastián de prijs voor 'beste nieuwe regisseur' op. Enkele jaren later schreef en regisseerde hij The Mod Squad (1999), een verfilming van de gelijknamige tv-serie uit de jaren '60 en '70. De film werd een financiële flop en Silver werd genomineerd voor een Razzie.
Nadien werd hij door producent Brian Grazer in dienst genomen om 8 Mile (2002) te schrijven. De muziekfilm met rapper Eminem in de hoofdrol werd een kaskraker en leverde de zanger een Oscar op. Nadien werkte Silver een tijdje aan een biopic over Playboy-oprichter Hugh Hefner.
In 2007 werkte hij met zijn vroegere studiegenoot Darren Aronofsky samen aan het scenario van The Fighter, een film over bokser Micky Ward. Het originele script was geschreven door Eric Johnson en Paul Tamasy. Aronofsky verliet uiteindelijk het project om aan remake van RoboCop mee te werken, waarna David O. Russell werd aangeworven als regisseur. De film werd een financieel succes en leverde Silver zijn eerste Oscar- en BAFTA-nominatie op.
Nadien werkte hij opnieuw samen met Eric Johnson en Paul Tamasy. Het trio schreef voor Disney de historische dramafilm The Finest Hours (2016), gebaseerd op het gelijknamig non-fictieboek over de SS Pendleton-schipbreuk uit 1952.

## Prijzen en nominaties
| Film               | Prijs                          | Categorie                | Uitslag     |
| ------------------ | ------------------------------ | ------------------------ | ----------- |
| Johns (1996)       | Filmfestival van San Sebastián | Beste nieuwe regisseur   | Gewonnen    |
| The Fighter (2010) | Academy Award                  | Beste originele scenario | Genomineerd |
| The Fighter (2010) | BAFTA Award                    | Beste originele scenario | Genomineerd |
| The Fighter (2010) | WGA Award                      | Beste originele scenario | Genomineerd |
| Joker (2019)       | Academy Award                  | Beste bewerkte scenario  | Genomineerd |
| Joker (2019)       | BAFTA Award                    | Beste bewerkte scenario  | Genomineerd |
| Joker (2019)       | WGA Award                      | Beste bewerkte scenario  | Genomineerd |
| Joker (2019)       | Critics' Choice Award          | Beste bewerkte scenario  | Genomineerd |

## Filmografie
| Jaar | Titel            | Regisseur | Scenarist | Producent |
| ---- | ---------------- | --------- | --------- | --------- |
| 1996 | Johns            |           |           |           |
| 1997 | The House of Yes |           |           |           |
| 1999 | The Mod Squad    |           |           |           |
| 2002 | 8 Mile           |           |           |           |
| 2010 | The Fighter      |           |           |           |
| 2016 | The Finest Hours |           |           |           |
| 2017 | Stronger         |           |           |           |
| 2019 | Joker            |           |           |           |